# تلم (تشريح عصبي)

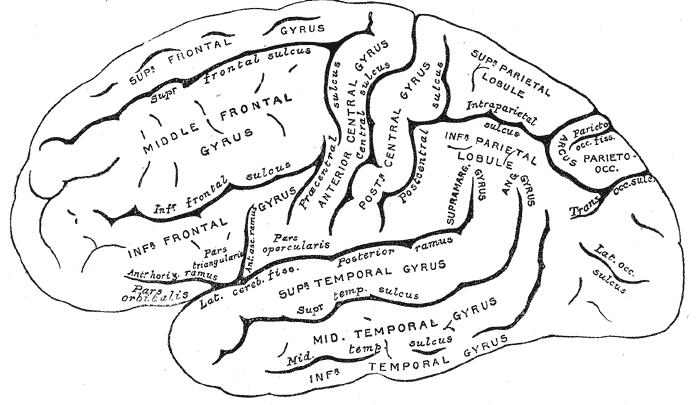
كتاب غراي الشكل. 726– السطح الجانبي من نصف الكرة المخية الأيسر.

كتاب غراي الشكل. 727 - السطح الإنسي من نصف الكرة المخية الأيسر.

صورة من الدماغ البشري، مع إشارة إلى التلم الوحشي.

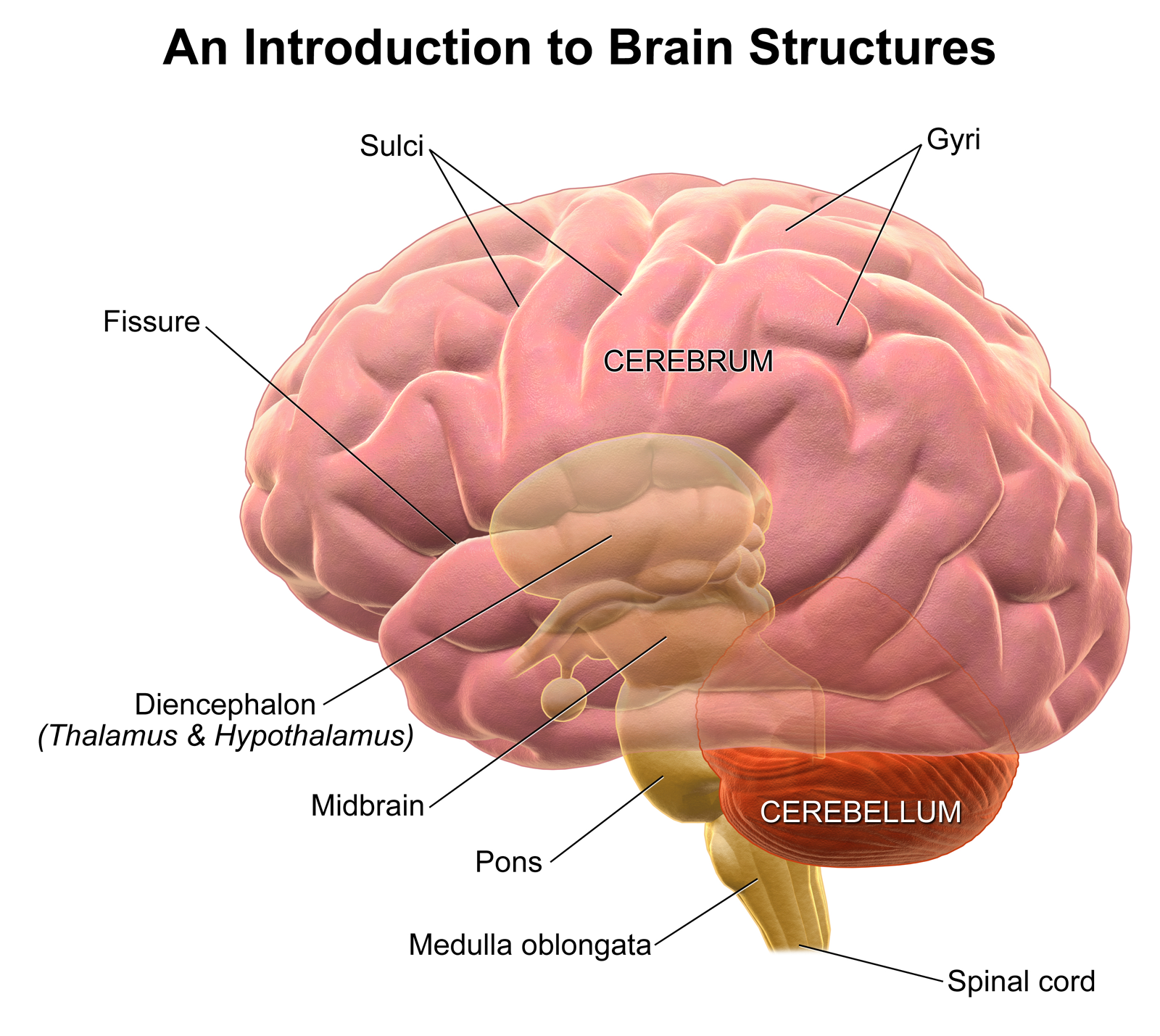
صورة توضح بُنى الدماغ العامة بما في ذلك التلم

في التشريح العصبي التَّلَم (بالإنجليزية: sulcus) هو الأخدود في القشرة الدماغية أو الشق بين تلفيفين من تلافيف الدماغ، مكونًا الشكل المطوي المميز لمظهر الدماغ في البشر وغيرها من الثدييات.

## التركيب
التلم هو واحد من ثلاثة أجزاء في القشرة الدماغية، الأجزاء الأخرى هي التلافيف والشقوق. تخلق الثلاثة أجزاء المختلفة مساحة أكبر على الدماغ البشري وغيرها من عقول الثدييات. عندما تبحث في الدماغ البشري، يختفي ثلثي السطح في الأخاديد. يختلف التلم عن الشق في الحجم. فالتلم هو الأخدود الأكثر ضحالة الذي يحيط التلفيف. بينما الشق هو أخدود كبير يقسم الدماغ إلى فصوص، و أيضًا إلى نصفي الكرة المخية كما يفعل الشق الطولي الوسطي . إلا أن هذا التمييز ليس واضحًا دائمًا. على سبيل المثال، التلم الوحشي المعروف أيضًا باسم الشق الجانبي أو شق سيلفيان، والشق المركزي المعروف باسم الشق الوسطي أو الشق الرولاندي.

### أهمية توسيع مساحة السطح
كلما زادت مساحة سطح مناطق الدماغ، كلما أدى المزيد من الوظائف. يمكن لسطح الدماغ السلس النمو إلى حد معين. بينما يسمح الانخفاض أو التلم في المنطقة السطحية بالنمو المستمر. وهذا بدوره يسمح لوظائف الدماغ بمواصلة النمو.

### الاختلاف
يختلف نمط التلم باختلاف الأفراد، وكانت النظرة العامة الأكثر تفصيلا على هذا الاختلاف من قبل أطلس أونو:  أطلس الأتلام الدماغية. إلا أن بعض أبرز الأتلام موجودة في جميع الأفراد وحتى الأنواع - مما يجعل التسميات المشتركة عبر الأفراد والأنواع ممكنة.

### التطور
في البشر، تظهر تلافيف الدماغ في حوالي 5 أشهر في السنة الأولى بعد الولادة وتحتاج إلى خمس سنوات أخرى لتصل إلى التطور الكامل. يختلف التطور اختلافًا كبيرًا بين الأفراد. ولم تُفهم بعد إمكانية التأثيرات الوراثية الجينية والعوامل البيئية. وقد وُجد أن عرض الأتلام القشرية ليس فقط يزيد مع التقدم في السن،  وإنما أيضًا مع التدهور المعرفي لدى كبار السن.

## أتلام شهيرة
- التلم المهمازي
- التلم المركزي
- التلم الحزامي
- التلم الحصين
- التلم الجبهي السفلي
- التلم الصدغي السفلي
- التلم الوحشي
- التلم الهلالي
- تلم حاسة الشم
- مجاور للتلم
- التلم القذالي الجانبي
- التلم المركزي الخلفي
- التلم المركزي الأماميي
- التلم من الجسم الثفني
- التلم الأمامي العلوي
- التلم الصدغي
- التلم القذالي العرضي
- التلم الصدغي العرضي

## حيوانات أخرى
يرتبط الاختلاف في كمية شقوق الدماغ (gyrification) بين الأنواع بحجم الحيوان وحجم الدماغ. الثدييات ذات الدماغ سلس السطح تُسمَّى lissencephalics، وتلك معقدة العقول تُسمَّى gyrencephalics. يحدث الانقسام بين المجموعتين عندما تكون المساحة القشرية حوالي 10 سم2 و الدماغ لديه حجم 3-4 سم3. تُعدّ القوارض الكبيرة مثل القنادس (40 رطل (18 كـغ)) وخنازير الماء (150 رطل (68 كـغ)) معقدة العقول، بينما أصغر القوارض مثل الفئران والجرذان تُعدّ lissencephalic.

## وصلات خارجية
- Visual explanation of gyri, sulci, and fissures